# Calothrix
Calothrix — рід ціанобактерій родини Rivulariaceae.

## Опис
Це мікроскопічні водорості, що поширені у прісних водоймах по всьому світу. Колонії Calothrix утворюють нерозгалужені, синьо-зелені, оливково-зелені або коричневі нитки (завдовжки від 4 до 80 мкм) з короткими циліндричними клітинами.

## Види
- Calothrix adscendens
- Calothrix atricha
- Calothrix braunii
- Calothrix breviarticulata
- Calothrix caespitora
- Calothrix confervicola
- Calothrix crustacea
- Calothrix donnelli
- Calothrix elenkinii
- Calothrix epiphytica
- Calothrix fusca
- Calothrix juliana
- Calothrix parasitica
- Calothrix parietina
- Calothrix pilosa
- Calothrix pulvinata
- Calothrix scopulorum
- Calothrix scytonemicola
- Calothrix simulans
- Calothrix solitaria
- Calothrix stagnalis
- Calothrix stellaris
- Calothrix thermalis